# طارم (مقاطعة دلفان)
طارم (بالفارسية: طارم) هي قرية تقع في قسم كاكاوند الغربي الريفي (مقاطعة دلفان) في إيران. يقدر عدد سكانها بـ 60 نسمة بحسب إحصاء 2016.